# Jenny Diski
Jenny Diski, född 8 juli 1947 i London, död 28 april 2016, var en brittisk författare.

## Biografi
Jenny Diski (född Simmonds) växte upp i London som enda barnet i en judisk invandrarfamilj. Hennes far, James Simmonds (född Israel Zimmerman) lämnade familjen när Jenny var sex år, vilket gjorde att hennes mor, Rene (född Rachel Rayner) fick ett nervöst sammanbrott. Detta ledde till att Jenny Diski för första gången placerades i fosterhem. Hennes far kom tillbaka men lämnade familjen för gott när hon var elva år. Genom sociala myndigheters försorg fick hon möjlighet att studera vid en progressiv internatskola, Saint Christopher i Letchworth Garden City i Hertfordshire. Som femtonåring relegerades hon därifrån och vårdades därefter på en psykiatrisk klinik under flera månader. Författaren Doris Lessings son Peter läste också på Saint Christopher och var den som bad sin mor att låta Jenny Diski bo hos henne. Där blev hon kvar under de närmaste fyra åren.
Diski tillbringade en stor del av sin ungdom på psykiatriska avdelningar eller i psykiatrisk vård. Under några Londonår engagerade hon sig intensivt i 60-talskulturen, från Aldermaston-marscherna till Grosvenor Square-protesterna, från droger till fri kärlek, från jazz till acid rock och till intresset för R. D. Laings idéer och metoder. Så småningom återupptog hon sina studier vid University College London där hon läste antropologi. Under 1970-talet arbetade hon som lärare och bidrog bland annat till att starta en skola för barn som inte passade in i det gängse skolsystemet (Freightliners free school). 1976 gifte hon sig med Roger Marks, som även han var lärare, och fick ett år senare dottern Chloe. Vid giftermålet antog paret det nya namnet Diski. Efter makarnas skilsmässa gifte hon 2008 om sig med Ian Pattersson, en Cambridgeakademiker som hon levde med fram till sin död och i sitt skrivande benämner "Poeten".
Jenny Diski debuterade som författare 1986 och publicerade sammanlagt 19 volymer av såväl skönlitterär karaktär som essäer och personliga reseskildringar. Hon var regelbundet verksam som kolumnist och skrev bland annat i The Observer, London Review of Books och Göteborgs-Posten. Hon har också skrivit tv-dramatik.
2014 fick Jenny Diski sin lungcancerdiagnos och den plågsamma behandlingen komplicerades av lungfibros. Hennes sista bok In Gratitude (Den sista resan) publicerades 2016 och hon avled samma år.

## Författarskap
Jenny Diski menar att hon allt sedan barndomen vetat att hon ville bli författare och inget annat. Hon var också ett läsande barn; hon beskriver i Främling på tåg hur hon i 14-årsåldern, då hon bodde hos sin pappa och hans sambo, varje skolledig förmiddag gick till lokala biblioteket, lånade tre böcker utan särskild urskiljning och satte sig på tunnelbanan Circle Line där hon kunde fördriva hela dagen innan det var dags att gå hem och äta kvällsmat.
Jenny Diskis första roman, Nothing Natural (1986),handlar om en ensamstående förälder i ett destruktivt förhållande. Under de följande åren producerade Diski ytterligare fyra romaner och en novellsamling. 1997 kom den självbiografiska Skating to Antarctica, (På tunn is, 2004) där författaren beskriver en resa till Antarktis och samtidigt gör en inre resa när hon får associationer till sina vistelser på psykiska institutioner. Hon beskriver sin barndom med den svåra mentala och sociala familjeproblematiken. Fadern begick självmord 1966 och samma år träffade Diski sin mor för sista gången. Hennes dotter Chloe började som vuxen att efterforska mormoderns öde och lyckades också finna dennas dödsattest.   Diski kom därefter att besöka sin barndoms kvarter där grannar fortfarande hade minnesbilder av henne och övriga familjen. Skating to Antarctica nominerades till Jewish Quarterly Literary Prize for Non Fiction.
2002 kom en ny reseskildring, Stranger on a Train: Daydreaming and Smoking around America with Interruptions, (Främling på tåg: Hur jag med vissa avbrott dagdrömde och rökte mig runt Amerika, 2005). Där skriver Diski om två tågresor runt hela USA efter en Atlantresa med ett lastfartyg. Även här reflekterar hon över sin barndom och uppväxt förutom att hon får ta del av sina medresenärers livsöden genom samtal i rökkupéer eller på ödsliga stationsområden.Det är alltså ingen konventionell reseberättelse vilket hon skriver i inledningen: "Jag är överhuvud taget inte mycket till resenär. Jag reser för att få vara stilla"..."Jag vill bara driva omkring i verkligheten i de landskap jag drömmer om ...". "Livet ombord på tåget påminner om livet på en internatskola, ett kloster, ett fängelse, ett mentalsjukhus".
För Stranger on a Train tilldelades Diski 2003 såväl Thomas Cook Travel book Award prize för bästa reseskildring som JR Ackerley Award for Biography för bästa biografi.
2000 och 2004 gav Diski ut två romaner med gammaltestamentliga motiv.  2008 kom Apology for the Woman Working (Till den skrivande kvinnans försvar, 2011). Den handlar om en ung kvinnas fascination för och relation till Montaigne under hans samtid och hennes fortsatta livsöde efter hans död.
The Sixties, 2009 är en självbiografisk tidsskildring från sextiotalets singelliv i London. What I Don´t Know About Animals, 2010 (Allt jag inte vet om djur, 2012) innehåller bl. a. personliga reflexioner över elefantstudier i Kenya, erfarenheter från ridlektioner som vuxen, parasitparanoja i tonåren och funderingar över egna katten Buntys inre liv men Diski återkommer även här till sin uppväxt med vistelse på internatskola och de återkommande vårdtillfällena vid psykiatriska institutioner.
2016 kom Diskis sista bok, In Gratitude (Den sista resan, 2017). Här ger hon en krass och osentimental skildring av sin cancersjukdom, symtom och biverkningar av behandlingen. En sista gång återvänder hon till erfarenheter från sina barn- och ungdomsår och skildrar nu mycket öppenhjärtigt relationen till Doris Lessing i vars hem hon kom att bo under fyra år på rekommendation från dennas son Peter. Trots kontroverser som slutligen medförde att Diski flyttade till ett eget boende bibehöll de kontakten under Lessings livstid.